# 哈莫尼 (佛羅里達州)
哈莫尼（英語：Harmony）是位於美國佛羅里達州奧西歐拉縣的一個非建制地區。該地的面積和人口皆未知。

## 地理
哈莫尼的座標為28°11′22″N 81°08′42″W / 28.18944°N 81.14500°W，而該地的平均海拔高度為24米（即79英尺）。